# Alfredo Barjona de Freitas

ALfredo Barjona de Freitas.

António Alfredo Barjona de Freitas (Coimbra, 14 de Abril de 1860 — Lisboa, 8 de Março de 1923), mais conhecido por Alfredo Barjona de Freitas, foi um militar do Exército Português, onde atingiu o posto de coronel, que entre outras funções, foi governador de Cabo Verde (1903-1904), Ministro das Obras Públicas, Comércio e Indústria no governo de Wenceslau de Lima (14 de Maio e 22 de Dezembro de 1909) e deputado às Cortes.

## Biografia
Foi filho de Augusto César Barjona de Freitas, lente de Direito na Universidade de Coimbra, deputado, par do reino e ministro, e de Maria Eduarda de Ávila Seabra Pereira Couceiro. Casou com Elisa Augusta Santiago.
Depois de ter concluído o curso do Liceu de Coimbra, inscreveu-se no curso de Matemática da Universidade de Coimbra no ano lectivo de 1874/1875. Em Outubro de 1876, ainda estudante em Coimbra, alistou-se no Exército Português, pedindo pouco depois licença para terminar o curso, que lhe foi concedida. Promovido a alferes (1878), obteve o grau de bacharel em Matemática no ano de 1879, ingressando nesse mesmo ano na Escola do Exército para cursar o curso de Artilharia, que concluiu sendo premiado pelo seu desempenho académico.
Iniciada a sua carreira militar como oficial de Artilharia, pouco depois decidiu ingressar na vida política. Apresentou-se como candidato às eleições gerais de 29 de Junho de 1884 (25.ª legislatura da Monarquia Constitucional Portuguesa), integrado nas listas do Partido Regenerador de que o pai era um dos líderes, sendo eleito pelo círculo de Setúbal. Fez parte de diversas comissões parlamentares e teve uma actividade parlamentar relevante.
Terminada a legislatura sem que fosse reeleito, em Janeiro de 1887 voltou ao serviço activo do Exército, permanecendo em Lisboa, onde integrou vários júris e comissões. Em 1889 participou na comissão encarregue de reconhecer o traçado para a Linha do Sul e Sueste e no ano seguinte (1890) foi enviado em missão a diversos países europeus para conhecer a técnicas usadas na cartografia militar. Foi então colocado no Estado-Maior do Exército no exercício de funções administrativas e técnicas.
Nas eleições gerais de 23 de Outubro de 1892 voltou a apresentar-se como candidato a deputado, nas listas do Partido Regenerador, mas desta feita pelo círculo eleitoral de Montemor-o-Velho, círculo pelo qual seria eleito e depois reeleito em 1894 (29.ª e 30.ª legislaturas). Permaneceu no parlamento até final da 30.ª legislatura, apresentando alguns importantes projectos de lei, com destaque para a proposta sobre os sindicatos agrícolas, embrião do cooperativismo agrícola em Portugal, apresentada em 1894 em conjunto com o deputado açoriano Dinis Moreira da Mota.
Passou a dedicar atenção crescente às questões agrárias e embora mantendo a sua actividade militar passou a integrar diversa instituições e associações ligadas à agricultura, entre a Real Associação Central da Agricultura Portuguesa, a cuja direcção chegou a presidir. Fundou e dirigiu o Sindicato Agrícola de Montemor-o-Velho, pioneiro no enquadramento legal que fora por ele proposto. Em 1901 foi promovido a tenente-coronel, mantendo-se em funções no Estado-Maior do Exército.
A 10 de Agosto de 1903 foi nomeado governador de Cabo Verde pelo governo presidido por Hintze Ribeiro. Partiu nesse mesmo mês para aquele arquipélago, assumindo funções num período de grandes dificuldades devido à fome que ali grassava devido a uma sequência de anos de seca. Tentou conhecer as condições económicas e sociais das ilhas e debelar as causas da elevada mortalidade que ali se fazia sentir devido à subnutrição. Dos estudos que realizou apresentou mais tarde uma comunicação à Sociedade de Geografia de Lisboa, de que era sócio. Em Outubro de 1904 encontrava-se em Lisboa para resolver assuntos da província quando caiu o governo e o Partido Progressista, então liderado por José Luciano de Castro, assumiu o poder. Demitiu-se, já não regressando a Cabo Verde.
Em 1906 foi nomeado chefe de repartição do gabinete do Ministério da Guerra, sendo pouco depois enviado em comissão de serviço ao Ultramar, de onde regressou em Abril de 1907, sendo nessa altura promovido a coronel.
Quando Venceslau de Lima foi convidado a formar governo, aceitou exercer as funções de Ministro das Obras Públicas, Comércio e Indústria, permanecendo no cargo de 14 de Maio a 22 de Dezembro de 1909. No cargo de ministro deu particular atenção às questões relacionadas com a expansão da rede ferroviária.
Com a implantação da República Portuguesa afastou-se da actividade política, mas manteve a suas funções no Estado-Maior do Exército até atingir a reforma em 1913. Reformado, foi nomeado chefe de serviços na Companhia dos Caminhos de Ferro Portugueses, emprego que manteve até falecer.
Foi sócio de diversas instituições culturais e director da Revista Militar, para a qual contribuiu com variados artigos. Foi condecorado com a Ordem de Mérito Militar de Espanha e com o grau de comendador da Ordem de São Bento de Avis.

## Obras publicadas
- Considerações sobre a província de Cabo Verde: comunicações à Sociedade de Geographia de Lisboa. Lisboa: Livraria Ferin, 1905.